# Дайна

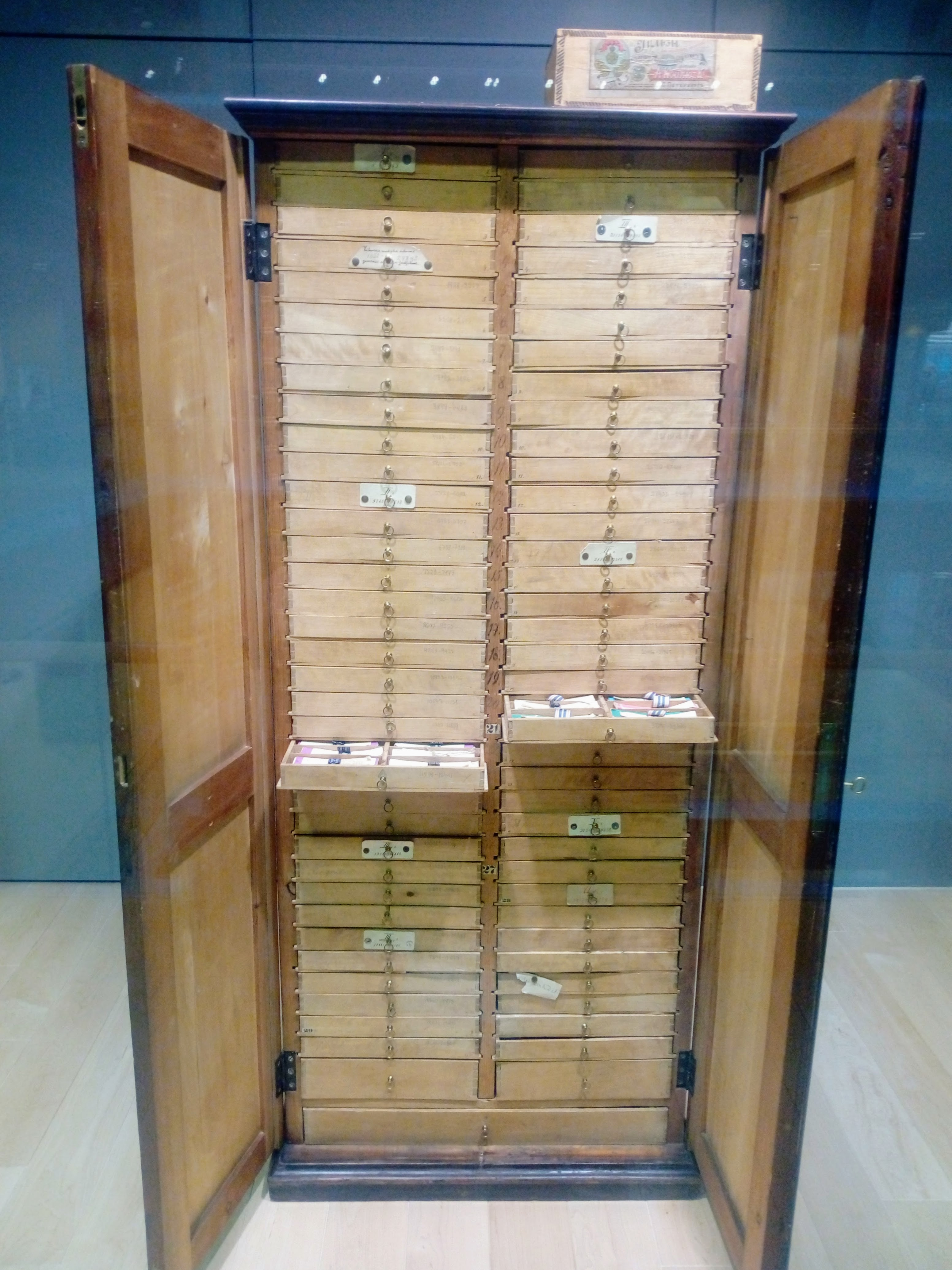
Шафа з дайнами з текстами майже 230,000 латиських дайн, Латвійська національна бібліотека

Дайна (латис. daina або tautasdziesma — «народна пісня») — одна з головних віршових форм в латиській усній традиції. Литовські дайни мають багато спільних рис з латиськими, проте вони зазнали більшого впливу європейських народнопісенних традицій. Різні варіанти дайн поширені у всіх культурно-історичних регіонах Латвії та є частиною латиської національної ідентичності.
Для латиських дайн характерними є бурдонне багатоголосся, дохристиянські теми та легенди; вони можуть виконуватися під акомпанемент таких інструментів, як, наприклад, коклес. Дайни здебільшого короткі (зазвичай чотири- або шестирядкові) та мають віршовий розмір хорея або дактиля.
Історія збирання дайн почалася завдяки балтійсько-німецьким письменникам у середині XVIII століття; у ХІХ столітті це продовжили члени Латвійської літературної спілки та молодолатиші. Найвідомішим збирачем народних пісень був Крішьяніс Баронс, який видав академічну шеститомну збірку латиських народних пісень під назвою «Латиські дайни» (латис. Latvju dainas) у Єлгаві та Петербурзі (1894–1915).
4 вересня 2001 року виготовлену за задумом Баронса шафу з дайнами (латис. Dainu skapis), яка містить 268 815 листків з дайнами, було внесено до переліку об'єктів програми ЮНЕСКО «Пам'ять світу» під назвою «The Cabinet of Dainas / Dainu skapis». У 1997 році за ініціативою Імантса Фрейбергса та за фінансового сприяння Латвійського фонду і Фонду культурного капіталу сторінки шафи з дайнами були відскановані. Наразі усі 268 815 сторінок доступні в електронній версії.

## Історія вивчення дайн
Вперше дайни були опубліковані у 1584 році в Ризі. У 1632–1635 рр. професор Дерптського університету Фрідріх Меніус видав свою працю «Syntagma de origine Livonorum» (лат. «Трактат про походження лівонців»), у якому було надруковано одну дайну разом з її нотним записом.

### Збірка «Volkslieder» (1778 рік)
Першим дослідником латиських дайн вважається уродженець Східної Пруссії Йоганн Готфрід Гердер, який у 1764–1769 рр. викладав у Домській школі в Ризі. У той час він ознайомився з народнопісенними традиціями у передмістях Риги та німецькими перекладами пісень у виданій 1764 року книзі «Gelehrte Beiträge», яка суттєво вплинула на розвиток його теорії народної культури. Перший з двох томів Гердера під назвою «Volkslieder» (з нім. «Народні пісні») був виданий у 1778 році, але його перевидання вийшло вже після смерті автора у 1807 році під назвою «Stimmen der Völker in Liedern» («Голоси народу в піснях»). У цій книзі окрім текстів народних пісень також містяться їх описи та переклади німецькою мовою. Гердер був першим, хто у XVIII році ввів до німецької літератури поняття «народних пісень» (нім. Volkslieder).

### Перші збірки дайн
Під впливом Гердера Густав фон Бергманн, лютеранський священик і власник типографії з міста Руїена, у 1807 році видав збірку латиських народних пісень «Sammlung ächt lettischer Sinngedichte» (з нім. «Збірка латиських чуттєвих поезій»), яка містила більше 200 текстів. У 1844 році Георг Бютнер від імені Латвійської літературної спілки видав збірку «Latviešu ļaužu dziesmas un ziņģes» (з латис. «Латиські народні пісні та приспівки»), яка містила 2854 народних пісень різної довжини разом з частиною під назвою «Erklärungen und Anmerkungen» (з нім. «Пояснення і зауваження»). У 1868 році на початку русифікації Прибалтики Яніс Спроґіс (1833–1916) друкує у Вільнюсі кирилицею книгу «Latviešu tautas daiļrades pieminekļi» (з латис. «Пам'ятки латиської народної творчості», яка містила 1857 народних пісень і 52 загадки та їх переклад російською. У 1869 році Фріцис Брівземніекс за підтримки Російського товариства природничих наук, антропології та ентографії організує першу фольклорну експедицію в Латвії, під час якої було зібрано 1118 дайн, які були видані 1873 року з перекладом російською та коментарями.
У свою чергу за ініціативою Латвійської літературної спілки балтійсько-німецькі лютеранські священики до 1870-х рр. зібрали близько 10 тисяч латиських дайн, 4793 з яких були надруковані в Ляйпціґу у збірці «Latviešu tautas dziesmas» (з латис. «Латиські народні пісні») у перших двох томах (1874, 1875). До цієї збірки також входила вже опубліковані «Латиські народні пісні та вірші», упорядковані Авґустсом Біленштейнсом. Це чотиритомне видання мало містити всі зібрані і досліджені пісні, проте лишилосяя незакінченим. Врешті-решт у 1890 році Едуард Вольтер видав також латгальські дайни та описав пов'язані з ними традиції з перекладом російською мовою.

### Видання молодолатишів
У 1878 році Крішьяніс Вальдемарс закликав членів Московського латиського гуртка вибрати з усіх вже виданих збірок латиських дайн вибрати «красиві і поетичні пісні та якнайбільше поширити їх у народі». У 1881 році Фріцис Брівземніекс видав латиською мовою 1707 народних прислів'їв, 1682 загадки та приблизно 700 народних заговорів, — вони вперше були написані не готичними літерами, а звичайною латинкою. У 1888 році Матіс Аронс видав збірку дайн під назвою «Mūsu Tautas dziesmas» (з латис. «Пісні нашого народу»).

#### Збірка «Latvju dainas»

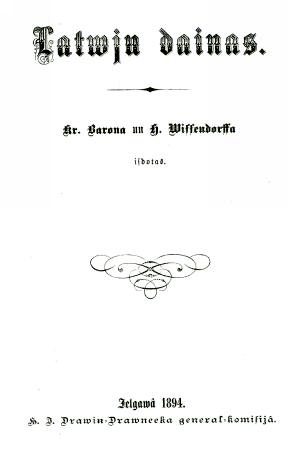
Обкладинка першого видання збірки «Latvju dainas» (1894)

За ініціативою молодолатишів розпочалося масштабне дослідження дайн у всіх регіонах Латвії. У збірці «Latvju dainās» (латис. «Латиські дайни») згадано більше 900 співців дайн, серед яких було 237 чоловіків та 137 жінок; більше 150 були вказані як учні, 50 — як письменники і 20 — як пастори. Крішьяніс Баронс протягом багатьох років випрацьовував власну систему класифікації дайн та ввів до латиської фольклористики принцип «пісенного куща» — один текст обирається головним, навколо нього згруповані тексти, які незначно відрізняються від нього та тим самим дозволяють існування варіацій або економії місця при їх записі. Спочатку на садибі Станкевичів у Росії, де Баронс розпочав впорядкування пісень, він зберігав матеріали у ящиках з папіросного паперу; у 1880 році у Москві він за власними кресленнями виготовив особливу шафу з 70 шухлядами, кожна з яких мала 20 відділень.
У 1892 році петербурзький латиський купець Генрійс Вісендорфс (1861–1916) уклав з Баронсом угоду про видання першої всеохоплюючої збірки латиських дайн. Її було представлено як доказ давності та значення латиської народної культури; до збірки, окрім текстів пісень, входили описи традиції та ситуацій, коли виконувалися певні дайни. Вісендорфс отримав  28 406 записів пісень, серед яких були 12 800 пісень з матеріалів літературного відділу Єлгавської латвійської спілки. Він також запропонував використати у назві збірки литовське слово дайна (латис. daina — пісня) начебто вказуючи на спільний латисько-литовський народ, що існував до XIII століття, який розділився внаслідок Лівонського хрестового походу. У 1893 році Баронс перевіз з Москви до Латвії свою шафу з дайнами, яка на той момент містила близько 150 тисяч пісень.
За фінансової підтримки Вісендорфса Єкабс Дравніекс у 1894–1898 рр. видавав у Єлгаві частини першого тому збірки «Latvju dainas». Втім у Вісендорфса закінчилися гроші, тому подальші п'ять томів з 1903 по 1915 рік були видані в Петербурзі за сприяння Імператорської академії наук. Вісендорфс виконував організаційну роботу та перечитував правки томів, виданих у Петербурзі. Загальна кількість отриманих ним та внесених до збірки дайн склала щонайменше 217 996, хоча мешканці 218 волостей Латвії не надали пісень для збірки.
Найбільше за усі краї, а саме 6126 (3%), пісень у збірці було зібрано у Ліелвардській волості, що, можливо, було пов'язане з діяльністю Андрейса Пумпурса та Аусекліса. У свою чергу найбільша кількість пісень з цієї волості походить з помістя «Вецутеле» (латис. Vecutele) та будинків на прилеглій площі розмірм кілька квадратних кілометрів у сучасній Огресгальської волості.
Збірка «Latvju dainas» перевидавалася двічі: після проголошення незалежності Латвії у 1922–1923 рр. та в період відновлення незалежності у 1989–1994 рр.

### Архів латиського фольклору
Щоб продовжити збір латиського фольклору, особливо у т.зв. німих волостях (здебільшого у Латгалії, Селії та колишніх лівських землях), які не надали Баронсу своїх дайн, 2 грудня 1924 року за ініціативою вчительки та дослідниці фольклору Анни Берзкалне було створено Архів латиського фольклору, який спочатку підпорядковувався управлінню пам'яток Міністерства освіти Латвійської республіки. Ним керувала колегія, у складі якої були Яніс Ендзелінс (голова колегії), Петеріс Шмітс, Яніс Кауліньш, Лудіс Берзиньш та сама Анна Берзкалне (завідувачка архіву). Для початку роботи архів отримав від спілки Баронса та приватних збирачів більше 35 тисяч фольклорних одиниць. З 1929 пр 1944 рр. завідувачем архіву був Карліс Страубергс.
У 1926 році Ернестс Брастиньш створив покажчик міфологічних понять збірки «Latvju dainas». За сприяння Культурного фонду співробітники архіву у 1926 році почали укладати покажчик частин мови у дайнах, який би дозволяв і дослідити мову народних пісень, і знаходити пісні за формами слів, однак було закінчено лише покажчик іменників. Письменник Петеріс Ерманіс та композитор Еміліс Мелнгайліс допомагали визначити авторів окремих пісень.
За допомогою опитувань Архів латиського фольклору збирав фольклорні матеріали, які найчастіше надсилали заохочувані вчителями школярі. На чолі зі студенткою Латвійського університету Едіте Хаузенбергою проводилося збирання прикметників і топонімічних назв. Загалом архів видав 28 книг, які містили збірки матеріалів, упорядкування яких проводили співробітники архіву (серія А), наукові дослідження і тематичні збірки, авторами яких були самі збирачі (серія В) і збірки мелодій дайн (серія С).
У 1931 році Архів латиського фольклору організував експедицію до сіл Куршської коси, де на той час ще розмовляли куршською мовою, а у 1943 році — до інших місць Латвії. Наприкінці Другої Світової війни фольклорні матеріали зберігалися у двох банківських сейфах, але більшу частину рукописів було вивезено до Джукстської волості, щоб згодом доправити до Швеції.

#### Після Другої Світової війни
Після війни уряд Латвійської РСР ліквідував Архів та заснував при Латвійському державному університеті Інститут фольклору. За даними архіву, у 1945 році було зареєстровано 2 308 248 фольклорних одиниць.
З 1946 року Інститут фольклору перейшов належав до Академії Латвійської РСР,; у 1950 році його було перейменовано на Інститут етнографії та фольклору,  а у 1956 році — на Фольклорний сектор Інституту мови і літератури. Після відновлення незалежності Латвії у 1992 році при Інституті літератури, фольклору та мистецтва було відновлено Архів латиського фольклору, який з 1999 року є частиною Латвійського університету.
Основним способом збирання фольклорного матеріалу були експедиції, у ході яких з усієї було зібрано близько 300 тисяч фольклорних одиниць, включно з фотографіями та звуковими записами. У 2000 році було організовано поїздку до Колкаської волості, де проживали ліви, а у 2006 році — до литовських латишів у селищі Швянтої.

## Віршовий розмір
Найпоширенішим віршовим розміром дайн є хорей — ним складено близько 95% пісень. Його характерною ознакою є послідовність ненаголошеного та наголошеного складів; два склади утворюють стопу. Дві стопи утворюють диподію, а після кожної диподії йде цезура, яка не може знаходитися всередині слова. Дайни зазвичай записувалися таким чином, що кожний рядок містить дві диподії. Якщо після цезури йдуть три склади, то останній склад, наприклад, у кінці рядка — довгий, а якщо чотири — то короткий. Склад вважається коротким, якщо містить короткий голосний або короткий голосний та приголосний с (s); всі інші склади вважаються довгими. Це є причиною доволі обмеженого лексикону дайн, адже диподія може місти або одне чотирискладове, два двоскладові, одне односкладове та одне трискладове слово, або два односкладові та одне двоскладове слово. Винятки становлять здебільшого дайни на східнолатиських діалектах, у яких слово може починати склад перед або після місця, де зазвичай має бути цезура; також дозволені п'ятискладові комбінації. Ця непослідовність зазвичай міститься в одному чи двох рядках — здебільшого у другому або четвертому. Принцип коротких та довгих складів на кінцях рядків зберігається. Втім, склад після відсутньої цезури часто є ненаголошеним, так само, як і у повсякденному мовленні.
Для збільшення лексикону може бути додано або прибрано певний звук. Додавання звуків пояснюється структурними змінами у самій мові (випадіння голосних у закінченнях слів). Найчастіше в кінці слова додається -і, інколи також зустрічаються звуки -а, -у або -е (останній особливо характерний для окремих регіонів Курземе). Інколи відбуваються і скорочення: тоді звук -і замінює зменшувально-пестливе закінчення, яке у свою чергу закінчується на -і — наприклад, закінчення зберігається але відділяється від решти слова цезурою. Ймовірно, це пояснюється велика популярність зменшувально-пестливих форм у дайнах, через що люди не вважали необхідним замінювати таку форму звичайним словом, яке б було на один склад коротшим. Інколи зменшувально-пестливі форми додавалися з метою збільшення кількості складів, навіть якщо значення слова було протилежним до того, яке зазвичай виражала ця форма.Так само потреба відповідати розміру могла спричиняти неузгодження часів.

## Стилістичні засоби
Задля милозвучності у дайнах також використовуються численні стилістичні засоби. Загальними стілістичними засобами є повторення, до яких входять: алітерація (повторення однакових приголосних у наголошених складах), анафора та епіфора (використання однакових слів на початку та кінці рядків, повторення слова, сполучення слів чи попереднього рядка або початок нового речення словом, що є однокорінним до останнього слова попереднього речення). Окрім цього, широко використовуються прямі порівняння, епітети, метафори, синекдохи, алегорії, персоніфікації та паралелізми, зокрема, у випадках використання відносно непов'язаних між собою мотивів, які використовуються дл уподібнення природних явищ явищам людського життя.

## Тематика
У дайнах в ліричній формі оспівуються міфологічні сюжети і традиційні свята, але, на відміну від більшості схожих пісенних форм, вони не оспівують легендарних героїв. У центрі сюжету часто постають дохристиянські божества: наприклад, богиня сонця Сауле та бог Місяця Менесс.
Також існують дайни, не присвячені міфологічний тематиці — багато пісень описують щоденне життя селян або природу, але, втім, часто мість персоніфікації природних явищ. Іншою поширеною темою є цикл людського життя, а саме три головні події: народження, весілля і смерть (включно з похороном). Дайни, які присвячені народженню людини, зазвичай дуже емоційні та розглядають образ матері не лише як людини, яка дає життя, а й яка визначає долю своєї дитини. У таких піснях часто фігурує богиня щастя Лайма; їх зазвичай співали негайно після народження дитини, яке за традицією відбувалося у лазні.
Частина дайн вирізняються своєю еротичною і сексуальною або глузливою тематикою, — такі пісні відомі під назвою нератнас дайнас (латис. nerātnās — нахабні дайни).
Дайни, присвячені смерті, описують підготовку людини до смерті та часто містять описи поховальних звичаїв. У них часто фігурує жіноче божество з потойбічного світу, зазвичай відоме як Капу мате (Kapu māte — Мати могил), Велю мате (Veļu māte — Мати мертвих), Земес мате (Zemes māte — Мати землі) або Смілшу мате (Smilšu māte — Мати піску).